# Cròniques georgianes

Versió de la reina Mariam Dadiani de les cròniques georgianes.

Les cròniques georgianes (en georgià: ქართლის ცხოვრება, Kartlis Tskhovreba) és el nom que els historiadors han donat a diversos textos antics que tracten sobre la historia de Geòrgia. El títol que els georgians donen a aquesta col·lecció vol dir literalment «La vida al Kartli», ja que identifiquen la regió del Kartli com a l'origen de la seva nació, essent el Kartli el mateix que en textos llatins i romans d'Orient s'anomenava Regne d'Ibèria. Aquestes cròniques també són conegudes pel nom Reials annals de Geòrgia, ja que són, en essència, el corpus històric oficial dels reis d'aquell país.

## Què són les cròniques georgianes
Les cròniques georgianes són diversos textos, l'escriptura dels quals està datada entre el segle ix i el XIV. La datació exacta i la identificació dels seus autors ha estat subjecte d'estudis acadèmics. Encara que alguns estudiosos encara proposen el segle xi com a data per al text més antic, la majoria dels historiadors moderns accepten la hipòtesi proposada per Cyril Toumanoff, que afirma que el més antic és Kartlis Tskhovreba redactat vers l'any 800. Els altres textos es van afegir al segle xiv. Se'n va fer una versió oficial editada per una comissió especial designada pel rei Vakhtang VI a començaments del segle xviii.
Durant el segle xi, els tres primers textos –la Història dels reis i patriarques dels georgians, la Història del rei Vakhtang Cap de Llop i el Martiri de sant Artxil– ja formaven un primer corpus que tractava sobre la història de Geòrgia des dels primers temps, passant pel regnat de Vakhtang I Cap de Llop (r. 452–502/22) fins a la mort del seu descendent Artxil de Kakhètia (786). A mitjans de segle xii s'hi van afegir dos textos més, la Crònica de Kartli– que narra la història de Geòrgia des de finals del segle viii durant a la unificació territorial de Bagrat III l'Unificador (r. 1008-1014) fins als inicis del regnat de Jordi II (r. 1072-1089) – i la Història de David, rei dels reis–que continua la història centrada en el regnat de David IV el Constructor (r. 1089-1125).

## Manuscrits
Els manuscrits que es conserven del Kartlis Tskhovreba no són gaire antics, ja que el més vell és l'anomenat Anaseuli o Còdex de la reina Anna, l'esposa d'Alexandre I de Kakhètia, que data del període de 1479-1495. Un altre important manuscrit, el Mariamiseuli o Còdex de la reina Mariam, és una còpia feta entre els anys 1633-1645/1646. Això no obstant, hi havia manuscrits anteriors a les cròniques que es conservaven en un compendi abreujat en llengua armènia titulada Història dels georgians (Patmut'iwn Vrats), molt probablement feta al segle xii, del qual hi ha una còpia traduïda al georgià datada en el període de 1279-1311.
Se n'han fet diverses traduccions a altres llengües: francès, rus, anglès i alemany, però cadascuna d'aquestes edicions generalment només inclou fragments selectes d'aquests textos.

## Autenticitat
Alguns historiadors moders, com Ivane Javakhishvili, han questionat l'autenticitat dels primers textos que componen les croniques georgianes i demanen observar-los amb ull crític quan es tracta de basar-hi estudis, ja que en ells els fets estrictament històrics estan freqüentment barrejats amb llegendes, cosa que fa difícil discernir la veritable història de les creences populars. Tanmateix, la comparació amb altres fonts documentals, inclosos els autors clàssics, i amb la informació aportada pels recents estudis arqueologics, ha demostrat que les cròniques tenen prou fiabilitat.
Aquests textos donen informació no tan sols pel que fa a la història de Geòrgia, sinó també d'Armènia i dels territoris del Caucas en general: Iran, Síria, Anatòlia, l'Imperi Romà, els khàzars i els turcs.

## Autors
Encara que la majoria dels tèxtos són d'autor desconegut, se'n coneix el nom de tres:
- Leonti Mroveli, també dit Leontius de Ruisi, i que probablement fou un bisbe, ja que Mroveli no és un cognom sinó l'adjectiu per referir-se a la diòcesi de Ruisi.[3]
- Juansher Juansheriani, príncep de la dinastia dels Cosròides. Tot i que signa el text amb el seu nom alguns historiadors creuen que és de fet un treball posterior, una versió de Leonti Mroveli sobre un text que el príncep escrigué.[4][5]
- Sumbat Davitis Dze, que segons l'historiador Ekvtime Takaishvili, era un membre de la dinastia Bagràtida; destaca per reclamar que la seva família són descendents de David, rei I profeta dels hebreus.[6]

## Llista de les cròniques
La següent taula és una llista dels llibres que formen part de les cròniques georgianes:
| títol original                                                 | transliteració                                                   | títol traduït                                   | datació del text | autor                  | període que narra          |
| -------------------------------------------------------------- | ---------------------------------------------------------------- | ----------------------------------------------- | ---------------- | ---------------------- | -------------------------- |
| ცხოვრება ქართუელთა მეფეთა და პირველთაგანთა მამათა და ნათესავთა | tskhovreba kartuelta mepeta da pirveltaganta mamata da natesavta | Història dels reis i patriarques dels georgians | s.IX o XI        | Leonti Mroveli (?)     | del segle iv aC al s. V dC |
| ცხოვრება და მოქალაქეობა ვახტანგ გორგასლისა                     | tskhovreba da mokalakeoba vakhtang gorgaslisa                    | Història i vida del rei Vakhtang Cap de Llop    | c. 800 o s.XI    | Juansher Juansheriani  | del segle v al s.VIII      |
| წამება წმიდისა და დიდებულისა არჩილისი                          | tsameba tsmidisa da didebulisa archilisi                         | Martiri del sant i magnífic Artxil              | s.IX o s.XI      | Juansheriani o Mroveli | 736–786                    |
| მატიანე ქართლისა                                               | matiane kartlisa                                                 | La conversió de Kartli                          | s. XI            | anònim                 | 786–1072                   |
| ცხოვრება მეფეთ მეფისა დავითისი                                 | tskhovreba mepet mepisa davitisi                                 | Història de David, rei dels reis                | s. XII           | anònim                 | 1072–1125                  |
| ცხოვრება და უწყება ბაგრატონიანთა                               | tskhovreba da utsqeba bagratonianta                              | Història dels Bagrationi                        | s. XI            | Sumbat Davitis-Dze     | del segle VI a l'any 1031  |
| ისტორიანი და აზმანი შარავანდედთანი                             | istoriani da azmani sharavandedtani                              | Història i lloances dels sobirans               | s. XIII          | anònim                 | 1156-1212                  |
| ლაშა-გიორგის დროინდელი მატიანე                                 | lasha-giorgis droindeli matiane                                  | Història dels cinc reialmes                     | 1223             | cronista de Grigori IV | 1125-1223                  |
| ცხოვრება მეფეთ მეფისა თამარისი                                 | tskhovreba mepet mepisa tamarisi                                 | Història de Tamara, reina de reines             | s. XIII          | anònim                 | 1184–1210/1213             |
| ასწლოვანი მატიანე                                              | astslovani matiane                                               | Crònica dels cent anys                          | s.XIV            | anònim                 | 1212-1318                  |